# Llista d'asteroides/188301-188400
| Nom      | Designació provisional | Data de descobriment   | Lloc de descobriment | Descobridor/s  |
| -------- | ---------------------- | ---------------------- | -------------------- | -------------- |
| 188301 - | 2003 EV31              | 7 de març de 2003      | Socorro              | LINEAR         |
| 188302 - | 2003 EP34              | 7 de març de 2003      | Socorro              | LINEAR         |
| 188303 - | 2003 EJ45              | 7 de març de 2003      | Socorro              | LINEAR         |
| 188304 - | 2003 ET50              | 10 de març de 2003     | Kitt Peak            | Spacewatch     |
| 188305 - | 2003 EU51              | 11 de març de 2003     | Palomar              | NEAT           |
| 188306 - | 2003 EL62              | 9 de març de 2003      | Socorro              | LINEAR         |
| 188307 - | 2003 ER62              | 12 de març de 2003     | Palomar              | NEAT           |
| 188308 - | 2003 FF9               | 21 de març de 2003     | Palomar              | NEAT           |
| 188309 - | 2003 FX9               | 22 de març de 2003     | Haleakala            | NEAT           |
| 188310 - | 2003 FJ11              | 23 de març de 2003     | Kitt Peak            | Spacewatch     |
| 188311 - | 2003 FK19              | 25 de març de 2003     | Palomar              | NEAT           |
| 188312 - | 2003 FB33              | 23 de març de 2003     | Kitt Peak            | Spacewatch     |
| 188313 - | 2003 FM36              | 23 de març de 2003     | Kitt Peak            | Spacewatch     |
| 188314 - | 2003 FA62              | 26 de març de 2003     | Palomar              | NEAT           |
| 188315 - | 2003 FJ63              | 26 de març de 2003     | Palomar              | NEAT           |
| 188316 - | 2003 FG91              | 29 de març de 2003     | Anderson Mesa        | LONEOS         |
| 188317 - | 2003 FS130             | 27 de març de 2003     | Palomar              | NEAT           |
| 188318 - | 2003 GY9               | 2 d'abril de 2003      | Haleakala            | NEAT           |
| 188319 - | 2003 GB30              | 5 d'abril de 2003      | Kitt Peak            | Spacewatch     |
| 188320 - | 2003 HE7               | 24 d'abril de 2003     | Kitt Peak            | Spacewatch     |
| 188321 - | 2003 HM7               | 24 d'abril de 2003     | Anderson Mesa        | LONEOS         |
| 188322 - | 2003 HT13              | 25 d'abril de 2003     | Kitt Peak            | Spacewatch     |
| 188323 - | 2003 HT25              | 25 d'abril de 2003     | Kitt Peak            | Spacewatch     |
| 188324 - | 2003 JD16              | 9 de maig de 2003      | Haleakala            | NEAT           |
| 188325 - | 2003 KW13              | 28 de maig de 2003     | Haleakala            | NEAT           |
| 188326 - | 2003 NY1               | 2 de juliol de 2003    | Socorro              | LINEAR         |
| 188327 - | 2003 NG3               | 4 de juliol de 2003    | Socorro              | LINEAR         |
| 188328 - | 2003 NV8               | 2 de juliol de 2003    | Anderson Mesa        | LONEOS         |
| 188329 - | 2003 OO3               | 22 de juliol de 2003   | Haleakala            | NEAT           |
| 188330 - | 2003 OU8               | 22 de juliol de 2003   | Socorro              | LINEAR         |
| 188331 - | 2003 OZ32              | 24 de juliol de 2003   | Palomar              | NEAT           |
| 188332 - | 2003 QD3               | 19 d'agost de 2003     | Campo Imperatore     | CINEOS         |
| 188333 - | 2003 QF10              | 21 d'agost de 2003     | Haleakala            | NEAT           |
| 188334 - | 2003 QU30              | 24 d'agost de 2003     | Socorro              | LINEAR         |
| 188335 - | 2003 QD48              | 20 d'agost de 2003     | Palomar              | NEAT           |
| 188336 - | 2003 QB58              | 23 d'agost de 2003     | Socorro              | LINEAR         |
| 188337 - | 2003 QZ66              | 23 d'agost de 2003     | Palomar              | NEAT           |
| 188338 - | 2003 QW112             | 25 d'agost de 2003     | Palomar              | NEAT           |
| 188339 - | 2003 RQ8               | 7 de setembre de 2003  | Socorro              | LINEAR         |
| 188340 - | 2003 SL32              | 18 de setembre de 2003 | Campo Imperatore     | CINEOS         |
| 188341 - | 2003 SJ61              | 17 de setembre de 2003 | Socorro              | LINEAR         |
| 188342 - | 2003 SV83              | 18 de setembre de 2003 | Palomar              | NEAT           |
| 188343 - | 2003 SQ117             | 16 de setembre de 2003 | Palomar              | NEAT           |
| 188344 - | 2003 SA123             | 18 de setembre de 2003 | Socorro              | LINEAR         |
| 188345 - | 2003 SF208             | 23 de setembre de 2003 | Palomar              | NEAT           |
| 188346 - | 2003 SC302             | 17 de setembre de 2003 | Palomar              | NEAT           |
| 188347 - | 2003 SN310             | 28 de setembre de 2003 | Socorro              | LINEAR         |
| 188348 - | 2003 SQ319             | 27 de setembre de 2003 | Apache Point         | SDSS           |
| 188349 - | 2003 TS9               | 14 d'octubre de 2003   | Socorro              | LINEAR         |
| 188350 - | 2003 UA5               | 17 d'octubre de 2003   | Palomar              | NEAT           |
| 188351 - | 2003 WW1               | 16 de novembre de 2003 | Catalina             | CSS            |
| 188352 - | 2003 XT10              | 3 de desembre de 2003  | Socorro              | LINEAR         |
| 188353 - | 2003 XN23              | 1 de desembre de 2003  | Kitt Peak            | Spacewatch     |
| 188354 - | 2003 YJ16              | 17 de desembre de 2003 | Anderson Mesa        | LONEOS         |
| 188355 - | 2003 YC43              | 19 de desembre de 2003 | Kitt Peak            | Spacewatch     |
| 188356 - | 2003 YC50              | 18 de desembre de 2003 | Socorro              | LINEAR         |
| 188357 - | 2003 YQ73              | 18 de desembre de 2003 | Socorro              | LINEAR         |
| 188358 - | 2003 YL103             | 20 de desembre de 2003 | Socorro              | LINEAR         |
| 188359 - | 2003 YC138             | 27 de desembre de 2003 | Socorro              | LINEAR         |
| 188360 - | 2003 YA175             | 19 de desembre de 2003 | Kitt Peak            | Spacewatch     |
| 188361 - | 2004 AN2               | 13 de gener de 2004    | Anderson Mesa        | LONEOS         |
| 188362 - | 2004 AT18              | 15 de gener de 2004    | Kitt Peak            | Spacewatch     |
| 188363 - | 2004 BJ6               | 16 de gener de 2004    | Kitt Peak            | Spacewatch     |
| 188364 - | 2004 BH23              | 18 de gener de 2004    | Palomar              | NEAT           |
| 188365 - | 2004 BF31              | 18 de gener de 2004    | Palomar              | NEAT           |
| 188366 - | 2004 BJ44              | 22 de gener de 2004    | Socorro              | LINEAR         |
| 188367 - | 2004 BC71              | 22 de gener de 2004    | Socorro              | LINEAR         |
| 188368 - | 2004 BS78              | 22 de gener de 2004    | Socorro              | LINEAR         |
| 188369 - | 2004 BX89              | 23 de gener de 2004    | Socorro              | LINEAR         |
| 188370 - | 2004 BJ100             | 28 de gener de 2004    | Socorro              | LINEAR         |
| 188371 - | 2004 BK101             | 28 de gener de 2004    | Socorro              | LINEAR         |
| 188372 - | 2004 BQ103             | 31 de gener de 2004    | Catalina             | CSS            |
| 188373 - | 2004 BZ132             | 17 de gener de 2004    | Kitt Peak            | Spacewatch     |
| 188374 - | 2004 CW3               | 10 de febrer de 2004   | Palomar              | NEAT           |
| 188375 - | 2004 CT6               | 11 de febrer de 2004   | Anderson Mesa        | LONEOS         |
| 188376 - | 2004 CU12              | 11 de febrer de 2004   | Palomar              | NEAT           |
| 188377 - | 2004 CD37              | 12 de febrer de 2004   | Palomar              | NEAT           |
| 188378 - | 2004 CD59              | 10 de febrer de 2004   | Palomar              | NEAT           |
| 188379 - | 2004 CA60              | 11 de febrer de 2004   | Kitt Peak            | Spacewatch     |
| 188380 - | 2004 CE77              | 11 de febrer de 2004   | Catalina             | CSS            |
| 188381 - | 2004 CD81              | 12 de febrer de 2004   | Kitt Peak            | Spacewatch     |
| 188382 - | 2004 CX85              | 14 de febrer de 2004   | Kitt Peak            | Spacewatch     |
| 188383 - | 2004 CO86              | 14 de febrer de 2004   | Kitt Peak            | Spacewatch     |
| 188384 - | 2004 CK100             | 15 de febrer de 2004   | Catalina             | CSS            |
| 188385 - | 2004 CX103             | 13 de febrer de 2004   | Palomar              | NEAT           |
| 188386 - | 2004 CD111             | 14 de febrer de 2004   | Kitt Peak            | Spacewatch     |
| 188387 - | 2004 CQ114             | 15 de febrer de 2004   | Socorro              | LINEAR         |
| 188388 - | 2004 DW6               | 16 de febrer de 2004   | Kitt Peak            | Spacewatch     |
| 188389 - | 2004 DF11              | 16 de febrer de 2004   | Kitt Peak            | Spacewatch     |
| 188390 - | 2004 DP11              | 17 de febrer de 2004   | Desert Eagle         | W. K. Y. Yeung |
| 188391 - | 2004 DD17              | 18 de febrer de 2004   | Kitt Peak            | Spacewatch     |
| 188392 - | 2004 DP20              | 17 de febrer de 2004   | Socorro              | LINEAR         |
| 188393 - | 2004 DA21              | 17 de febrer de 2004   | Socorro              | LINEAR         |
| 188394 - | 2004 DT34              | 19 de febrer de 2004   | Socorro              | LINEAR         |
| 188395 - | 2004 DE50              | 22 de febrer de 2004   | Kitt Peak            | Spacewatch     |
| 188396 - | 2004 DJ62              | 26 de febrer de 2004   | Socorro              | LINEAR         |
| 188397 - | 2004 ET4               | 11 de març de 2004     | Palomar              | NEAT           |
| 188398 - | 2004 EX6               | 12 de març de 2004     | Palomar              | NEAT           |
| 188399 - | 2004 ER8               | 13 de març de 2004     | Palomar              | NEAT           |
| 188400 - | 2004 ED12              | 11 de març de 2004     | Palomar              | NEAT           |